# Ала-Арча (национальный парк)

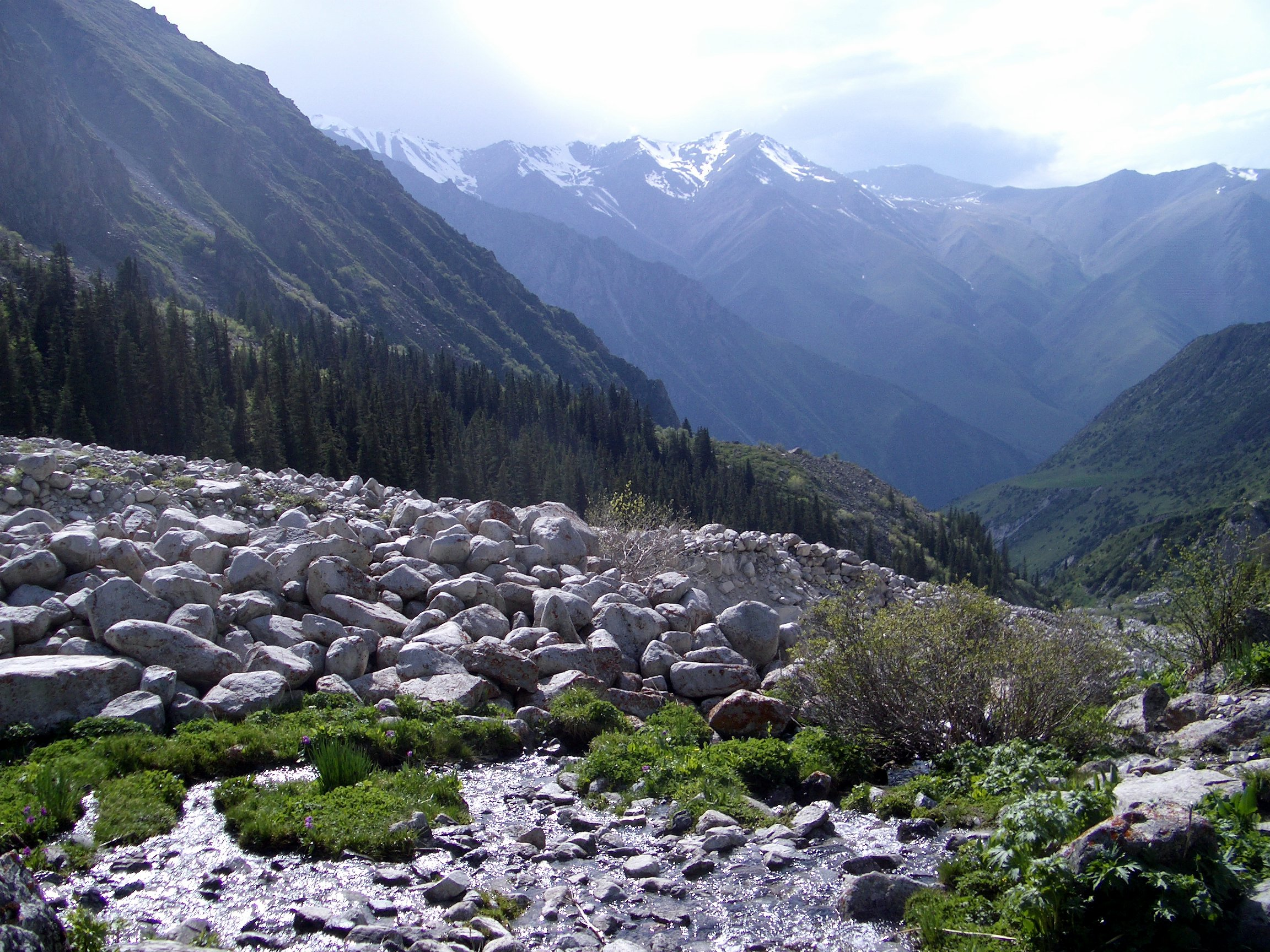
Типичный пейзаж парка

Ала́-Арча́ (кирг. Ала-Арча), официальное название Государственный природный парк Ала́-Арча́ — парк, расположенный в Кыргызстане на расстоянии 41 км от её столицы на северном склоне Киргизского хребта (кирг. Кыргыз Ала-Тоо) на высоте 1600—4860 м. Занимает площадь в 2280 га. Начинается с высокого центра Киргизского Ала-Тоо и простирается к северу до Ала-Арчинского ущелья. Через парк протекает река Ала-Арча.

## Описание
Ала — пёстрый, пегий, полосатый; арча — можжевельник.

### История
Создан Постановлением Совета Министров Киргизской ССР 29 апреля 1976 года на площади 19,4 тыс. га. На сегодняшний день лесные земли составляют 1316 га. Площадь нелесных земель — 970 га.

### Расположение
Недалеко расположено село Байтик, названное в память о национальном герое Байтик-баатыре, там же находится его могила — Байтик-Кумбез.
Ближайший населённый пункт — Кашка-Суу.

## Природа

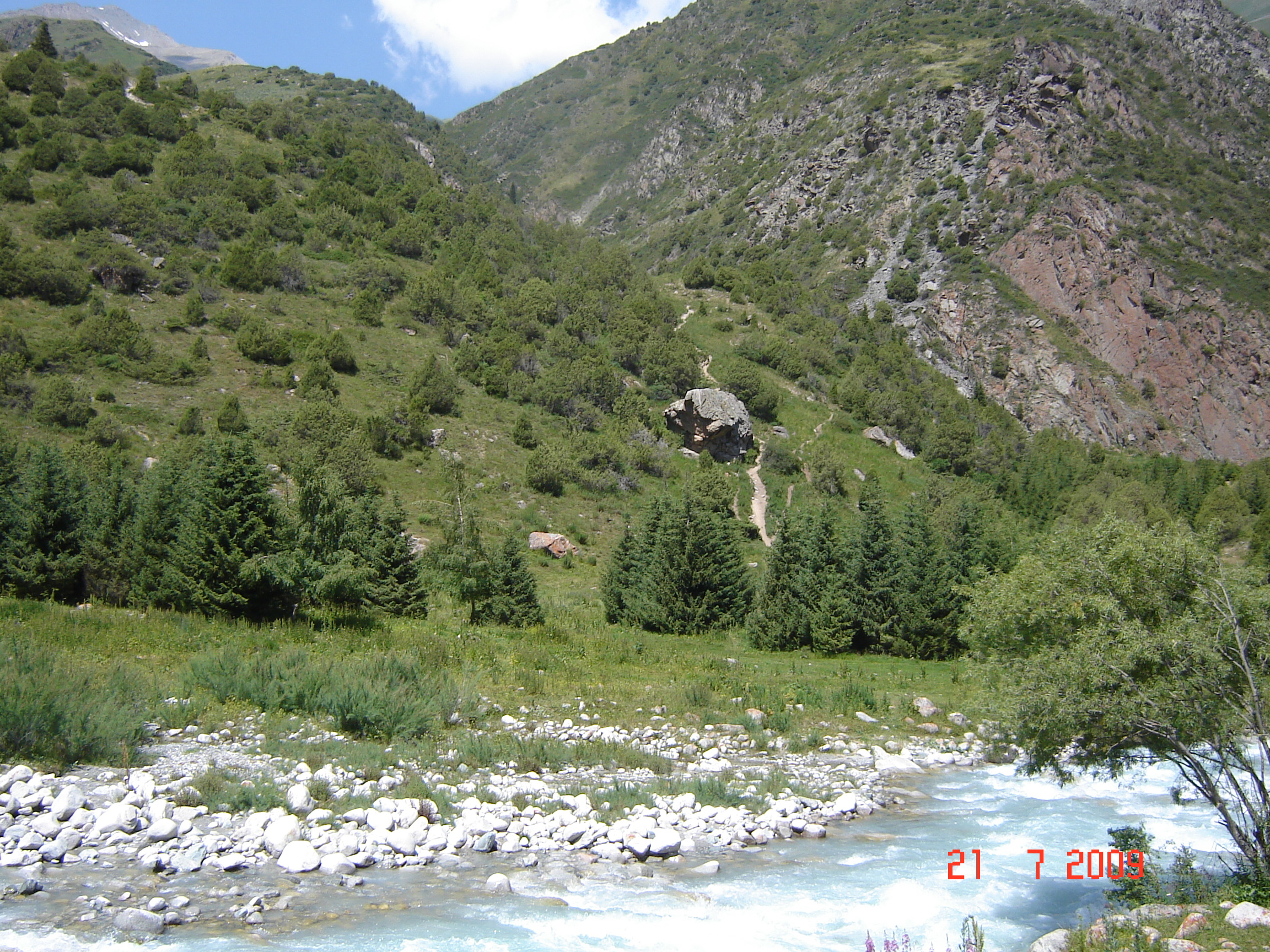
Река Ала-арча, протекающая по территории парка. Туристическая тропа, уходящая вверх

Ландшафты предгорных степей и горных лесов, где произрастают более 600 видов высших растений, в том числе 70 видов деревьев и кустарников, около 50 видов лекарственных растений, очень много медоносов и дубильных растений.
Хвойные — 723 га, в том числе сосна — 11 га, ель тянь-шаньская — 165 га, лиственница — 28 га, можжевельник древовидный (арча) — 519 га. Твердолиственные — ильмовые — 1 га. Мягколиственные — 69 га, в том числе берёза — 61 га, тополь — 7 га, ива — 1 га. Прочие древесные породы занимают 36 га, кустарники — 185 га.
Обитают архар, сибирская косуля, козерог, кабан, лисица, волк, заяц, барсук, горностай, дикобраз, куница; из птиц обычны каменная куропатка, чиль, улар.
Из краснокнижных животных встречаются рысь туркестанская, змееяд, беркут, кумай, балобан; из редких видов — снежный барс и гриф.

### Туризм
Начиная с 1951 года служит объектом активного туризма, для чего в парке проложены дороги и тропы. В парке присутствуют ледник и одноимённый водопад Ак-Сай. В ущелье проложено около 150 маршрутов. Есть стены высотой до 1100 м и круглогодичные альпинистские базы. От Бишкека проложена асфальтированная дорога.
Действует входная плата. На выходных парк посещают в среднем полторы тысячи человек.
В парке расположен небольшой музей природы.
Въезд в парк разрешен только на электроавтомобилях. Также в парке действует запрет на костры, вместо них установлены современные газовые плиты.